# Findelkind (Roman)
Findelkind ist ein Roman von Georgette Heyer, der erstmals 1948 unter dem Titel The Foundling auf Englisch veröffentlicht wurde. Es zählt zu den Regency-Romanen der Autorin.

## Handlung
Der Roman erzählt die Geschichte des jungen Herzogs von Sale, Lord Adolphus Gillespie Ware. Als Waisenkind von seinem Onkel großgezogen, wuchs er in einer überbehütenden Atmosphäre auf. In Kombination mit einer natürlichen Zurückhaltung führt diese Erziehung dazu, dass er in seinen jungen Erwachsenenjahren noch immer meist nach den Wünschen und Vorstellungen anderer lebt. So hält er auch im Einklang mit den gesellschaftlichen Konventionen um die Hand von Lady Harriet Presteigne an, obwohl er sie nur schätzt und nicht liebt. Als sein jüngerer Cousin Matthew Ware ihn um Hilfe im Zusammenhang mit einer Erpressung bittet, sieht der Herzog eine Chance, sich selbst zu beweisen und der Fürsorge seiner Verwandtschaft zu entkommen. Er reist inkognito von London aus durch England und begegnet dabei sowohl dem titelgebenden schönen Findlingsmädchen Belinda als auch Tom, dem vor seinem Privatlehrer geflohenen Sohn eines neureichen Schmiedes. Bei dem Versuch, beiden zu helfen, erlebt er eine Reihe von Abenteuern – unter anderem wird er entführt und verhaftet. Währenddessen ist seine Verwandtschaft hoch besorgt und sucht nach ihm. In Bath begegnen sich alle Hauptpersonen der Geschichte wieder. Lady Harriet Presteigne verbringt dort einige Zeit bei ihrer Großmutter und unterstützt den Herzog von Sale dabei, Belinda angemessen zu verheiraten und Tom wieder in Obhut seines Vaters zu geben. Die beiden zu Beginn des Buches auf Wunsch ihrer Verwandtschaft Verlobten entdecken dabei die Liebe zueinander. Das Buch endet damit, dass dem Herzog von Sale von seinem älteren Cousin Gideon prophezeit wird, dass er sich in Zukunft wohl immer durchsetzen und Verwandtschaft und Dienerschaft tyrannisieren werde.

## Übersetzungen
Auf Deutsch erschien das Buch 1976 in einer Übersetzung von Hanna Lux im Rowohlt Verlag. Es liegen darüber hinaus Übersetzungen ins Französische (L’enfant trouvée) und ins Italienische (Belinda e il Duca) vor.